# いぎなり東北産の作品
いぎなり東北産の作品（いぎなりとうほくさんの さくひん）は、日本の女性アイドルグループ・いぎなり東北産が発売した作品の一覧。

## シングル
小目次: インディーズ - メジャー
| # タイトル （リリース日）                               | 収録曲                                                                        |
| ------------------------------------------------------- | ----------------------------------------------------------------------------- |
| 1stシングル 天下一品 〜みちのく革命〜 （2017年3月26日） | 1. 天下一品 〜みちのく革命〜 2. ワンダフル東北                                |
| 2ndシングル ハイテンションサマー！ （2017年7月30日）    | 1. ハイテンションサマー！ 2. 妄想方程式                                       |
| 3rdシングル トラベル （2017年11月19日）                 | 1. トラベル 2. Papa                                                           |
| 4thシングル いただきランチャー （2018年3月21日）        | 1. いただきランチャー 2. シャニムニポジティボー 3. 乾杯ニッポン               |
| 5thシングル おのぼりガール （2018年7月14日）            | 1. おのぼりガール 2. feeling 3. 恋はじめ 4. HOME                              |
| 6thシングル 百花繚乱物語 （2018年11月23日）             | 1. 百花繚乱物語 2. 青春修学旅行 3. リライトガール 4. TOHOKU FUNKY RAIL        |
| 7thシングル Burnin'Heart （2019年4月27日）              | 1. Burnin'Heart 2. 我ら 3. サンセット 4. コンビニエント・エゴ 5. Love is here |
| 8thシングル No Make （2019年11月23日）                  | 1. No Make 2. BUBLLE POPPIN 3. Let's シンガソング 4. あなたは                 |
| 9thシングル re;star （2020年10月24日）                  | 1. re;star 2. Chim Chim Chim Knee 3. 宇宙に行こう！ 4. おぼろ花火             |

| # タイトル （リリース日）                               | 収録曲                       |
| ------------------------------------------------------- | ---------------------------- |
| メジャー1stシングル らゔ♡戦セーション （2025年10月8日） | 1. らゔ♡戦セーション ほか3曲 |

### 天下一品 〜みちのく革命〜
『天下一品 〜みちのく革命〜』（てんかいっぴん みちのくかくめい）は、2017年3月26日に発売された、いぎなり東北産のインディーズ1stシングル、グループ初のCD作品である。
天下一品 〜みちのく革命〜
グループ初のオリジナル曲であり、グループの代表曲の一つ
戦いに挑む熱い気持ちを歌ったアッパーチューン
作詞・作曲・編曲：パンダライオン
2016年11月27日「だって ダーウィンなんだもーん♡」（@仙台darwin）において初披露
天下一品のサブタイトル「〜みちのく革命〜」はメンバーの湊梨紗が名付けた。
1stアルバム『東北インバウンド』に2020年バージョンが収録
ワンダフル東北
作詞・作曲・編曲：パンダライオン
東北6県の祭り、グルメ、名産品、文化、観光が盛り込まれた曲。うちわを使ったパフォーマンスが特徴
2017年3月26日、いぎなり東北産・桜エビ〜ず ツーマンライブ「当日までに仲良くなんかなれるかい！」において初披露
2ndアルバム『東京インベーダー』にニューバージョンが収録

### ハイテンションサマー！
『ハイテンションサマー！』は、2017年7月30日に発売された、いぎなり東北産の2ndシングルである。
ハイテンションサマー！
作詞・作曲・編曲：パンダライオン
2017年6月24日「たがじょうダジョー!」において初披露
1stアルバム『東北インバウンド』に2020年バージョンが収録
妄想方程式
作詞・作曲・編曲：渡邊孝博
2017年7月30日、『ハイテンションサマー！』リリースイベントにおいて初披露

### トラベル
『トラベル』は、2017年11月19日に発売された、いぎなり東北産の3rdシングルである。
トラベル
作詞・作曲・編曲：NA.ZU.NA
2017年11月3日「八木山フェスタ」において初披露
Papa
作詞・作曲・編曲：パンダライオン
2017年11月19日、『トラベル』リリースイベントにおいて初披露

### いただきランチャー
『いただきランチャー』は、2018年3月21日に発売された、いぎなり東北産の4thシングルである。
いただきランチャー
作詞・作曲・編曲：芥田貴弘
2018年2月10日「東北復興応援コンサート」において初披露
ジャケットに表記された曲名の英語表記は「ITADAKI LAUNCHER」
シャニムニポジティボー
作詞：小久保祐希、作曲：NA.ZU.NA / 小久保祐希、編曲：NA.ZU.NA
安杜羽加フィーチャー曲
2018年3月24日、『いただきランチャー』リリースイベントにおいて初披露
乾杯ニッポン
作詞・作曲・編曲：まじかる☆ひもり
2017年12月23日「あわてんぼうのサンタフェ」において初披露

### おのぼりガール
『おのぼりガール』は、2018年7月14日に発売された、いぎなり東北産の5thシングルである。
おのぼりガール
作詞・作曲・編曲：渡辺和紀
2018年6月24日「ライブライブ！」において初披露
ジャケットに表記された曲名の英語表記は「OH! NOBORI GIRL!!」
feeling
作詞：Giz'Mo(from Jam9)、作曲：NA.ZU.NA / Giz'Mo(from Jam9)、編曲：NA.ZU.NA
2018年8月16日、『おのぼりガール』リリースイベントにおいて初披露
恋はじめ
作詞：Lauren Kaori、作曲・編曲：ArmySlick / Lauren Kaori
2018年5月27日「第1回 始球式やりたい」において初披露
HOME
作詞：Giz'Mo(from Jam9)、作曲・編曲：ArmySlick / Giz'Mo(from Jam9)
2018年7月7日、HMV仙台E BeanSリニューアル1周年記念！1日店長イベントにおいて初披露

### 百花繚乱物語
『百花繚乱物語』（ひゃっかりょうらんものがたり）は、2018年11月23日に発売された、いぎなり東北産の6thシングルである。
百花繚乱物語
作詞・作曲・編曲：パンダライオン
2018年10月27日、パンダライオンpresents いぎなりハロウィンパーティーにおいて初披露
青春修学旅行
作詞・作曲・編曲：まじかる☆ひもり
枕投げの曲
2018年11月23日、『百花繚乱物語』リリースイベントにおいて初披露
リライトガール
作詞：いとうまさる、作曲・編曲：ジントシオ
2018年12月23日、イービーンズとっておきのChristmas Liveにおいて初披露
作品譜面集『ブラバン!甲子園 番外編13【ジントシオ作品集Vol.1】』（2021年7月9日発売、ロケットミュージック）に吹奏楽向けアレンジが収録
TOHOKU FUNKY RAIL
作詞：小久保祐希 / YHANAEL、作曲：家原正樹 / 小久保祐希 / YHANAEL、編曲：家原正樹
東北新幹線の駅名などが盛り込まれた楽曲
2018年12月30日、いぎなり東北大忘年会において初披露

### Burnin'Heart
『Burnin'Heart』（バーニンハート）は、2019年4月27日に発売された、いぎなり東北産の7thシングルである。
Burnin'Heart
作詞：Yu-ki Kokubo、作曲：Kohei Yokono / Yu-ki Kokubo、編曲：Kohei Yokono
2019年3月30日、東北ライブハウス巡り（秋田）において初披露
我ら
作曲・編曲：kyo
2018年12月30日、いぎなり東北大忘年会において初披露
サンセット
作詞：Giz'Mo(from Jam9)、作曲：YUU for YOU / Giz'Mo(from Jam9)、編曲：YUU for YOU
2019年4月27日、『Burnin'Heart』リリースイベントにおいて初披露
コンビニエント・エゴ
作詞：halu-note、作曲・編曲：太田貴之 / halu-note
いぎなりちゃん曲（橘花怜・桜ひなの・藤谷美海・伊達花彩）
2018年12月30日、いぎなり東北大忘年会において初披露
遠坂めぐ（halu-note名義）が初めて他のアーティストに楽曲提供した曲
Love is here
作詞：YHANAEL、作曲：Masaki Iehara / Yu-ki Kokubo、編曲：Masaki Iehara
とうほくちゃん曲（律月ひかる・北美梨寧・葉月結菜・安杜羽加・吉瀬真珠）
2018年12月30日、いぎなり東北大忘年会において初披露

### No Make
『No Make』（ノーメイク）は、2019年11月23日に発売された、いぎなり東北産の8thシングルである。
No Make
作詞：深川琴美、作曲・編曲：田中俊亮
2019年11月23日、『No Make』リリースイベントにおいて初披露
BUBLLE POPPIN
作詞・作曲・編曲：パンダライオン
2019年7月15日、MV撮影（@EBeanS）において初披露
2019年8月9日にグループ初のMVを公開
桜ひなのが最後のサビ前に響かせるロングトーンが魅せ場の一つ。
Let's シンガソング
作詞・作曲・編曲：NA.ZU.NA
2019年12月29日、いぎなり東北大大忘年会において初披露
あなたは
作詞・作曲・編曲：まじかる☆ひもり
2019年7月27日、秋田通常祭において初披露

### re;star
『re;star』（リ スター）は、2020年10月24日に発売された、いぎなり東北産のインディーズ9thシングル。その1、その2、その3の3形態が発売された。
re;star
作詞：Wisteria、作曲・編曲：猟平 / めんま。全形態に収録
2020年10月24日、東北インバウンドツアー（仙台）において初披露
クラウドファンディングでMVを制作した
Chim Chim Chim Knee
作詞・作曲・編曲：木下智哉。その1に収録
2020年10月5日、東北インバウンドツアー（川崎）において初披露
宇宙に行こう！
作詞・作曲：みきちゅ、編曲：MUTEKI DEAD SNAKE。その2に収録
2020年8月2日、祝配信ワンマン単独において初披露
おぼろ花火
作詞・作曲・編曲：ヤナガワタカオ。その3に収録
2020年7月4日、第3回ディスタンスライブにおいて初披露
2020年7月22日に動画を公開

### らゔ♡戦セーション
『らゔ♡戦セーション』（ラブ センセーション）は、2025年10月8日にavex traxより発売される、いぎなり東北産のメジャー1stシングル。
初回生産限定盤と通常盤TYPE-A,B,Cが発売される。初回生産限定盤のBlu-ray/DVDに「いぎなり野音LIVE ’25」（2025年4月26日、日比谷野外大音楽堂）の映像が収録されている。
表題曲の「らゔ♡戦セーション」は明るくお祭り感全開のアッパーチューンで、 何度も繰り返される「好きっちゃだべだべ」のフレーズなどを特徴とする楽曲である。

## アルバム
| # タイトル （リリース日）                      | 収録曲 | 備考 |
| ---------------------------------------------- | --- | ---- |
| 1stアルバム 東北インバウンド （2020年3月20日） | 1. 伊達サンバ 2. 天下一品〜 みちのく革命〜2020ver. 3. Trophy Girl 4. ハイテンションサマー！ 2020ver. 5. トラベル 6. ウィンターのアゲアゲバッコーン！ 7. いただきランチャー 8. おのぼりガール 9. sister 10. 百花繚乱物語 11. Burnin' Heart 12. No Make 13. 桜プロミス 14. 3000days |      |
| 2ndアルバム 東京インベーダー （2021年6月6日）  | 1. re;star 2. HANA 3. うぢらとおめだづ 4. 気楽にいこうよ 5. 深夜特急 6. Whatever 7. Action! 8. 未成年 9. Fly Out 10. Being 11. ワンダフル東北 〜New ver.〜 |      |
| 3rdアルバム 東北産万博 （2024年4月6日）        | 1. 大勝利宣言 2. 狂くるどっかーん♡ 3. ゾンビソサエティー 4. 沼れ！マイラバー 5. 恋愛フィルター 6. TOHOKUちゃんぷるー 7. トーホク・ラブ・ストーリー 〜恋はいつも突然に〜 8. 轟 9. イヤギハジャ 10. ばんださん 11. 旅の途中 12. 東京アレルギー                                      |      |

### 東北インバウンド
『東北インバウンド』（とうほくインバウンド）は、2020年3月20日に発売された、いぎなり東北産のインディーズ1stアルバムである。新曲5曲と、2020年バージョン2曲を含むインディーズ8thシングルまでの8曲を収録しており、配信版は「3000days」も収録している。
| #   | タイトル                              | 作詞                   | 作曲                      | 編曲                   |
| --- | ------------------------------------- | ---------------------- | ------------------------- | ---------------------- |
| 1.  | 「伊達サンバ」                        | パンダライオン         | パンダライオン            | パンダライオン         |
| 2.  | 「天下一品〜みちのく革命 〜2020ver.」 | パンダライオン         | パンダライオン            | パンダライオン         |
| 3.  | 「Trophy Girl」                       | Wisteria               | ジントシオ                | ジントシオ             |
| 4.  | 「ハイテンションサマー！ 2020ver.」   | パンダライオン         | パンダライオン            | パンダライオン         |
| 5.  | 「トラベル」                          | NA.ZU.NA               | NA.ZU.NA                  | NA.ZU.NA               |
| 6.  | 「ウィンターのアゲアゲバッコーン！」  | 渡邊孝博               | 渡邊孝博                  | 渡邊孝博               |
| 7.  | 「いただきランチャー」                | 芥田貴弘               | 芥田貴弘                  | 芥田貴弘               |
| 8.  | 「おのぼりガール」                    | 渡辺和紀               | 渡辺和紀                  | 渡辺和紀               |
| 9.  | 「sister」                            | まじかる☆ひもり        | まじかる☆ひもり           | まじかる☆ひもり        |
| 10. | 「百花繚乱物語」                      | パンダライオン         | パンダライオン            | パンダライオン         |
| 11. | 「Burnin' Heart」                     | Yu-ki Kokubo           | Kohei Yokono Yu-ki Kokubo | Kohei Yokono           |
| 12. | 「No Make」                           | 深川琴美               | 田中俊亮                  | 田中俊亮               |
| 13. | 「桜プロミス」                        | Masaki Iehara 常楽寺澪 | Masaki Iehara 常楽寺澪    | Masaki Iehara 常楽寺澪 |
| 14. | 「3000days」                          | Wisteria               | AKIHIKO IGAME             | AKIHIKO IGAME          |

伊達サンバ
2020年6月1日、第1回ディスタンスライブにおいて初披露
2020年4月12日にMVを公開
伊達花彩の『アイカツプラネット!』（テレビ東京系列）主演が決まり歌詞が変更になった
天下一品〜 みちのく革命〜2020ver.
1stシングル表題曲「天下一品 〜みちのく革命〜」の2020年バージョン
Trophy Girl
2020年4月11日、エンドー音楽堂において初披露
ハイテンションサマー！ 2020ver.
2ndシングル表題曲「ハイテンションサマー！」の2020年バージョン
トラベル
3rdシングル表題曲
ウィンターのアゲアゲバッコーン！
2019年12月14日、サンプラ合同リハにおいて初披露
いただきランチャー
4thシングル表題曲
おのぼりガール
5thシングル表題曲
sister
2020年6月1日、第1回ディスタンスライブにおいて初披露
百花繚乱物語
6thシングル表題曲
Burnin' Heart
7thシングル表題曲
No Make
8thシングル表題曲
桜プロミス
2020年4月11日、エンドー音楽堂において初披露
3000days
2019年12月29日、いぎなり東北大大忘年会において初披露。配信版のみの収録。

### 東京インベーダー
『東京インベーダー』（とうきょうインベーダー）は、2021年6月4日に発売された、いぎなり東北産のインディーズ2ndアルバムである。新曲9曲と、既発曲「re;star」、「ワンダフル東北」ニューバージョンの11曲を収録している。
| #   | タイトル                        | 作詞            | 作曲              | 編曲              |
| --- | ------------------------------- | --------------- | ----------------- | ----------------- |
| 1.  | 「re;star」                     | Wisteria        | 猟平 めんま       | 猟平 めんま       |
| 2.  | 「HANA」                        | パンダライオン  | パンダライオン    | パンダライオン    |
| 3.  | 「うぢらとおめだづ」            | 磯崎健史        | 磯崎健史          | 磯崎健史          |
| 4.  | 「気楽にいこうよ」              | 遠坂めぐ        | 太田貴之 遠坂めぐ | 太田貴之 遠坂めぐ |
| 5.  | 「深夜特急」                    | カヌマアユミ    | 藤田卓也          | 藤田卓也          |
| 6.  | 「Whatever」                    | 山田智和        | 山田智和          | 住谷翔平          |
| 7.  | 「Action!」                     | マジカル☆ひもり | マジカル☆ひもり   | マジカル☆ひもり   |
| 8.  | 「未成年」                      | 浅利進吾        | 浅利進吾          | 浅利進吾          |
| 9.  | 「Fly Out」                     | MOMIKEN         | 守尾崇            | 守尾崇            |
| 10. | 「Being」                       | 矢吹香那        | 矢吹香那          | 前口ワタル        |
| 11. | 「ワンダフル東北 〜New ver.〜」 | パンダライオン  | パンダライオン    | パンダライオン    |

re;star
9thシングル表題曲
HANA
2021年4月3日、花の都 お江戸ライブにおいて初披露
うぢらとおめだづ
2021年3月20日、伊達花彩 復活生誕祭においてMV撮影
2021年5月19日にMVを公開
tbcラジオ tbcイチオシパワープレイ 2021年6月度
気楽にいこうよ
伊達花彩ソロ曲
2020年12月26日、いぎなり県民2daysにおいて初披露
深夜特急
2021年6月6日、Power Into Tohoku ツアー（豊洲）において初披露
Whatever
2020年12月27日、いぎなり県民2daysにおいて初披露
Action!
2020年12月26日、いぎなり県民2daysにおいて初披露
未成年
とうほくちゃん曲（律月ひかる・北美梨寧・葉月結菜・安杜羽加・吉瀬真珠）
2021年5月2日、Power Into Tohoku ツアー（いわき）において初披露
Fly Out
いぎなりちゃん曲（橘花怜・桜ひなの・藤谷美海・伊達花彩）
2021年4月29日、Power Into Tohoku ツアー（釜石）において初披露
Being
2021年6月6日、Power Into Tohoku ツアー（豊洲）において初披露
ワンダフル東北 〜New ver.〜
1stシングル収録曲「ワンダフル東北」のニューバージョン

### 東北産万博
『東北産万博』（とうほくさんばんぱく）は、2024年4月6日に発売された、いぎなり東北産のインディーズ3rdアルバムである。新曲12曲を収録している。
| #   | タイトル                                            | 作詞              | 作曲              | 編曲           |
| --- | --------------------------------------------------- | ----------------- | ----------------- | -------------- |
| 1.  | 「大勝利宣言」                                      | 浅利進吾          | 浅利進吾          | 浅利進吾       |
| 2.  | 「狂くるどっかーん♡」                               | 律月ひかる        | 大森靖子          | 大久保薫       |
| 3.  | 「ゾンビソサエティー」                              | 坂本龍            | 坂本龍            | 坂本龍         |
| 4.  | 「沼れ！マイラバー」                                | 鈴木裕哉          | 鈴木裕哉          | Yo-SK          |
| 5.  | 「恋愛フィルター」                                  | 遠坂めぐ          | 遠坂めぐ          | 太田貴之       |
| 6.  | 「TOHOKUちゃんぷるー」                              | パンダライオン    | パンダライオン    | パンダライオン |
| 7.  | 「トーホク・ラブ・ストーリー 〜恋はいつも突然に〜」 | 浅利進吾          | 守尾崇            | 守尾崇         |
| 8.  | 「轟」                                              | 園田健太郎        | 園田健太郎        | 園田健太郎     |
| 9.  | 「イヤギハジャ」                                    | 渡辺未来          | 渡辺未来          | 渡辺未来       |
| 10. | 「ばんださん」                                      | 大鹿大輝          | 大鹿大輝          | 大鹿大輝       |
| 11. | 「旅の途中」                                        | 浅利進吾          | 浅利進吾          | 山下洋介       |
| 12. | 「東京アレルギー」                                  | the仙台ズブロッカ | the仙台ズブロッカ | 川崎智哉       |

大勝利宣言
2024年5月3日、北東北ゴールデンめぐり（青森）において初披露
狂くるどっかーん♡
メンバーの律月ひかるが作詞し、律月が尊敬する大森靖子と作り上げた。
2023年12月16日、いぎなりクリスマス 2023 2部 赤鼻のとうほくちゃん において初披露
2024年2月15日 先行配信
ゾンビソサエティー
2023年10月29日、スタプラアイドルフェスティバル〜秋の新曲収穫祭〜において初披露
2023年10月30日 先行配信
沼れ！マイラバー
曲調も振りもキャッチーな、東北産には珍しいかわいい恋の歌
2024年1月14日、A LIVE SENDAI Vol.1において初披露
2024年2月14日 MV公開
2024年3月9日 先行配信
JOYSOUNDにて本人映像MV付カラオケ配信
TikTok投稿キャンペーン「#ヌマラバ選手権」
TikTok 楽曲ランキング 7週連続TOP50入り 最高位6位
日本テレビ系『バズリズム02』 2024年6月度オープニングテーマ
恋愛フィルター
2023年11月5日、遠坂めぐ×いぎなり東北産ツーマンコンサートにおいて初披露
2023年11月6日 先行配信
TOHOKUちゃんぷるー
沖縄テイストがメロディ、アレンジ、振付に盛り込まれた楽曲
2024年7月26日、東京ワンマンライブ 〜年末への前哨戦〜において初披露
トーホク・ラブ・ストーリー 〜恋はいつも突然に〜
葉月結菜・安杜羽加・藤谷美海ユニット曲
みうおくん（藤谷）、（ラブリープリンセス）ユナちゃん（葉月）、ギャル杜（安杜）の三角関係をめぐるミュージカル調の楽曲
安杜羽加が歌唱するラップの部分は、安杜のリスペクトしているちゃんみなをイメージしながら制作
2024年3月9日、2024春ツアー TOHOKU-SAN EXPO 宮城公演において初披露
轟
桜ひなの・伊達花彩ユニット曲
2024年3月9日、2024春ツアー TOHOKU-SAN EXPO 宮城公演において初披露
2024年2月25日先行配信
イヤギハジャ
이야기하자 お話ししよう。K-POPテイストが盛り込まれたガールズポップ
北美梨寧・吉瀬真珠ユニット曲
2024年3月9日、2024春ツアー TOHOKU-SAN EXPO 宮城公演において初披露
ばんださん
律月ひかる・橘花怜ユニット曲
橘の王道アイドル（白を表現）と律月の独自のアイドル世界観（黒を表現）との対比を特徴的な楽曲
2024年3月9日、2024春ツアー TOHOKU-SAN EXPO 宮城公演において初披露
旅の途中
夢に向かって歩き続けている曲
2023年12月28日、いぎなり東北産 2023年大一番ライブ 〜いぎなり伝説への幕開け〜において初披露
2024年1月1日 先行配信
東京アレルギー
メンバーの実際のエピソードも盛り込んだ、東北産の面白い一面が詰め込まれている曲
2024年4月6日、2024春ツアー TOHOKU-SAN EXPO 東京公演において初披露
2024年4月1日 先行配信

## ミニアルバム
| # タイトル （リリース日）                                   | 収録曲 | 備考 |
| ----------------------------------------------------------- | --- | ---- |
| 1stミニアルバム 武道館リハ （2022年3月5日）                 | 1. シャチョサン 2. I decided 3. ニュートロ 4. テキーナ 5. 真っ直ぐに、明日がある 6. 線の物語              |      |
| 2ndミニアルバム いぎなりメジャーデビュー （2022年11月11日） | 1. メタハンマー 2. HiGHER,HiGHER!! 3. 服を着て、恋したい 4. ふたりの答え 5. スズメDANCE 6. Symphony       |      |
| 3rdミニアルバム THE 東北産 2023年8月9日                     | 1. 結び 2. わざとあざとエキスパート 3. どっち？こっち？どうすっぺ！ 4. 負けないうた 5. NIWAKA 6. 飛ぶぞ！ |      |
| Blu-ray『REVENGE LIVE』 特典ミニアルバム （2025年4月25日）  | 1. あーぐれす 2. チョコスプレー♡ 3. Viper 4. オランジェット 5. アイドルは正義♡ 6. ナイツオブナインズ！    |      |

### 武道館リハ
『武道館リハ』（ぶどうかんリハ）は、2022年3月5日に発売された、いぎなり東北産のインディーズ1stミニアルバムである。新曲6曲を収録している。
| #  | タイトル                   | 作詞           | 作曲           | 編曲           |
| -- | -------------------------- | -------------- | -------------- | -------------- |
| 1. | 「シャチョサン」           | パンダライオン | パンダライオン | パンダライオン |
| 2. | 「I decided」              | YU-G           | YU-G 陶山隼    | 陶山隼         |
| 3. | 「ニュートロ」             | 渡辺未来       | 渡辺未来       | 渡辺未来       |
| 4. | 「テキーナ」               | 浅利進吾       | 浅利進吾       | 浅利進吾       |
| 5. | 「真っ直ぐに、明日がある」 | ARAKI          | ARAKI          | ARAKI          |
| 6. | 「線の物語」               | 田中俊亮       | 田中俊亮       | 田中俊亮       |

シャチョサン
2022年3月5日にMVを公開
2022年3月26日、TOKYO INVADER IIにおいて初披露
I decided
「固い決意で前に進んでいこう」という熱い気持ちを、9人が心を込めて歌うバラード曲
2021年10月2日、大一番ライブ TOKYO INVADER において初披露
2021年11月24日 先行配信
2021年12月1日にMVを公開
ニュートロ
歌 律月ひかる・葉月結菜・伊達花彩
2021年12月25日、いぎなりクリスマス(会)〜真っ白な恋編〜において初披露
テキーナ
歌 吉瀬真珠・桜ひなの・藤谷美海
2021年12月25日、いぎなりクリスマス(会)〜真っ赤な恋編〜において初披露
真っ直ぐに、明日がある
歌 北美梨寧・安杜羽加・橘花怜
2021年10月2日、大一番ライブ TOKYO INVADER において初披露
2021年12月29日 先行配信
線の物語
2022年3月5日、『武道館リハ』リリースイベントにおいて初披露

### いぎなりメジャーデビュー
『いぎなりメジャーデビュー』は、2022年11月11日に発売された、いぎなり東北産のインディーズ2ndミニアルバムである。新曲6曲を収録している。
| #  | タイトル               | 作詞              | 作曲                     | 編曲              |
| -- | ---------------------- | ----------------- | ------------------------ | ----------------- |
| 1. | 「メタハンマー」       | Kentaro Sonoda    | Kentaro Sonoda           | Kentaro Sonoda    |
| 2. | 「HiGHER,HiGHER!!」    | MOMIKEN           | 守尾崇                   | 守尾崇            |
| 3. | 「服を着て、恋したい」 | 大森靖子          | 大森靖子                 | 大久保薫          |
| 4. | 「ふたりの答え」       | Wisteria          | Giz'Mo(from Jam9) 石黒剛 | 石黒剛            |
| 5. | 「スズメDANCE」        | the仙台ズブロッカ | the仙台ズブロッカ        | the仙台ズブロッカ |
| 6. | 「Symphony」           | TATSUNE           | 原一博                   | 原一博            |

メタハンマー
2022年8月19日、東京行かないツアー（神奈川）において初披露
2022年8月17日にMVを公開
HiGHER,HiGHER!!
2022年11月23日、サンプラ大一番において初披露
服を着て、恋したい
2022年7月30日、東京行かないツアー（宮城）において初披露
2022年7月31日 先行配信
メンバー律月ひかるが憧れる大森靖子による提供楽曲
「病み」と「かわいい」が共存する楽曲
「大森靖子楽曲総選挙2024」において400曲以上の中で41位にランクイン
2024年8月1日付 TikTok ウィークリーチャート2位
ふたりの答え
2022年12月24日、サンプラ大一番において初披露
スズメDANCE
2022年9月24日、地方創生ライブ 〜いぎなり少女隊〜 in 仙台において初披露
Symphony
2022年11月23日、サンプラ大一番において初披露

### THE 東北産
『THE 東北産』（ザ とうほくさん）は、2023年8月9日に発売された、いぎなり東北産のインディーズ2rdミニアルバムである。新曲6曲を収録している。
| #  | タイトル                         | 作詞              | 作曲              | 編曲              |
| -- | -------------------------------- | ----------------- | ----------------- | ----------------- |
| 1. | 「結び」                         | Kentaro Sonoda    | Kentaro Sonoda    | Kentaro Sonoda    |
| 2. | 「わざとあざとエキスパート」     | 鈴木裕哉          | 鈴木裕哉          | Yo-SK             |
| 3. | 「どっち？こっち？どうすっぺ！」 | 前山田健一        | 前山田健一        | 藤原燈太          |
| 4. | 「負けないうた」                 | the仙台ズブロッカ | the仙台ズブロッカ | the仙台ズブロッカ |
| 5. | 「NIWAKA」                       | マジカル☆ひもり   | マジカル☆ひもり   | マジカル☆ひもり   |
| 6. | 「飛ぶぞ！」                     | ユミエダ タクミ   | 森宗秀隆          | 森宗秀隆          |

結び
2023年5月19日、全国絶対に負けないツアー（東京）において初披露
わざとあざとエキスパート
2023年3月5日、全国絶対に負けないツアー（宮城）において初披露
2023年3月3日にMVを公開
TikTok 2023年5月8日付 月間楽曲ランキング第1位
2023年11月23日にTikTokにて韓国語バージョンの音源リリース
2024年8月にTikTok総視聴回数が1億回を突破した
2024年10月5日にアイカツアカデミー!配信部のカバーMV公開
どっち？こっち？どうすっぺ！
2023年5月3日、全国絶対に負けないツアー（福岡）において初披露
負けないうた
グループのこれまでの歩みを振り返りつつ、靴紐を結び直してさらなる夢に向かって進んでいくという思いを歌ったダイナミックなナンバー
2023年4月8日、全国絶対に負けないツアー（千葉）において初披露
NIWAKA
2023年5月20日、全国絶対に負けないツアー（東京）において初披露
飛ぶぞ！
2023年7月2日、超NATSUZOME2023において初披露

### 『REVENGE LIVE』特典ミニアルバム
2025年4月25日に発売されたBlu-ray『REVENGE LIVE』に特典ミニアルバムが付属している。新曲6曲が収録されており、配信リリースもされている。
| #  | タイトル                 | 作詞           | 作曲           | 編曲           |
| -- | ------------------------ | -------------- | -------------- | -------------- |
| 1. | 「あーぐれす」           | 浅井俊樹       | 浅井俊樹       | 浅井俊樹       |
| 2. | 「チョコスプレー♡」      | 清 竜人        | 清 竜人        | 清 竜人        |
| 3. | 「Viper」                | MOMIKEN        | 守尾崇         | 守尾崇         |
| 4. | 「オランジェット」       | 浅利進吾       | 浅利進吾       | 浅利進吾       |
| 5. | 「アイドルは正義♡」      | 磯崎健史       | 磯崎健史       | 磯崎健史       |
| 6. | 「ナイツオブナインズ！」 | パンダライオン | パンダライオン | パンダライオン |

あーぐれす
造語”Aarghless”の意味は、希望しかない。絶望した時に発する「あーあ」（Aargh）がない（less）の意。明るさで溢れている楽曲。
2025年4月26日、いぎなり野音LIVE '25において初披露
チョコスプレー♡
キャッチーなメロディや歌詞、セリフが詰め込まれているキュートな楽曲。
2024年11月22日 配信
2024年12月6日にMVを公開
2025年2月9日からJOYSOUNDカラオケ配信
2024年9月29日、東京ワンマンライブ 〜年末への前哨戦〜 仙台追加公演において初披露
Viper
毒蛇を意味するViperは、妖しく大人に魅せるエッジの効いたダンスナンバー。
2025年4月26日、いぎなり野音LIVE '25において初披露
オランジェット
伊達花彩ソロ曲
2024年3月23日、伊達花彩 生誕祭 〜神爛漫〜において初披露
2024年4月28日 配信
アイドルは正義♡
橘花怜ソロ曲
2024年10月7日 配信
2024年10月14日、橘花怜 生誕祭 絶対アイドルの誓い♡において初披露
ナイツオブナインズ！
これまで発表してきた楽曲のエッセンスが取り入れられた振り付けと、いぎなり東北産の2024年を詰め込んだフレーズと想いで歌詞を満たした楽曲。
2024年12月25日 配信
2024年12月29日、リベンジライブにおいて初披露

## 配信限定シングル
| 曲名              | リリース日    | 作詞           | 作曲            | 編曲            | 備考 |
| ----------------- | ------------- | -------------- | --------------- | --------------- | --- |
| 微妙              | 2023年1月1日  | Wisteria       | まじかる☆ひもり | まじかる☆ひもり | 歌 北美・葉月・安杜・桜・藤谷 2022年12月24日 サンプラ大一番において初披露                                              |
| ツンデレラ        | 2025年5月31日 | YAMATSU        | YAMATSU         | YAMATSU         | 2025年6月1日 A LIVE SENDAI Vol.3において初披露 桜ひなのを筆頭に、東北産の9人がまるでツンデレなお姫様になったような楽曲 |
| 背徳のエビデンス  | 2025年7月7日  | mitoha         | 松隈ケンタ      | SCRAMBLES       | 2025年7月7日 配信 2025年7月9日 TOHOKU9（@日本武道館）において初披露                                                    |
| Beyond the screen | 2025年7月14日 | まじかるひもり | まじかるひもり  | まじかるひもり  | 2025年7月14日 配信 受注生産Blu-ray『七転八倒それで九。』主題歌                                                         |

メンバーソロ曲の配信限定シングル
- 私、プリンセスだもん！（2025年5月17日配信、作詞・作曲・編曲：金山秀士） - 桜ひなのソロ曲

## その他楽曲
| 曲名         | 作詞 | 作曲    | 編曲 | 備考                                                                   |
| ------------ | ---- | ------- | ---- | ---------------------------------------------------------------------- |
| 東北産出囃子 |      | kyo     |      | 2017年7月16日 いぎなり東北産×HMVコラボグッズ販売特典イベントにて初披露 |
| いぎなり魔曲 |      | BigBoom |      | 2022年8月14日 7周年記念収穫祭にて初披露                                |

## 参加作品
| 曲名          | 作詞     | 作曲     | 編曲       | 備考 |
| ------------- | -------- | -------- | ---------- | --- |
| 夢幻歌劇      | オークラ | カンケ   | 柏崎三十郎 | 2017年3月26日リリース 桜エビ〜ずとコラボCD-R『夢幻歌劇』 「えびとう産」として桜エビ〜ずとコラボ 2017年3月26日にMVを公開            |
| We Are “STAR” | 水野良樹 | 水野良樹 | nishi-ken  | 2018年7月10日リリース STARDUST PLANET『We Are “STAR”』収録 2018年7月27日にMVを公開 2018年7月11日に いぎなり東北産 ver.の動画を公開 |

『We Are “STAR”』収録のメンバー参加作品
- CatWalk（作詞・作曲：浅利進吾 編曲：CMJK） - 「KAMOSHIKA」として橘花怜が参加
- ハラハラGood!Good!（作詞：EIGO 作曲・編曲：Haruhito Nishi） - 「GIANTS HORSE」として律月ひかるが参加
- 夢は何千回も逃げていく（作詞：松隈ケンタ/JxSxK 作曲：松隈ケンタ 編曲：SCRAMBLES） - 「歌馬之介」として伊達花彩が参加

STARDUST THE PARTY 2024で披露
- 待つことが苦手になりました（2024年11月24日配信、作詞・作曲：和ぬか） - 「待つことが苦手組。」として桜ひなのが参加

カバーYouTubeプロジェクト『Re：spect』第3弾
- 夢で逢えたら（feat. 律月ひかるfromいぎなり東北産）（作詞・作曲：大瀧詠一 編曲：サクライケンタ、2022年10月21日配信） - 律月ひかるが参加

## 映像作品
| タイトル                                                                  | リリース日     | 発売元 （備考）                                     |
| ------------------------------------------------------------------------- | -------------- | --------------------------------------------------- |
| 7thシングル『Burnin’Heart』その①(CD＋DVD) ＜いぎなり東北大忘年会＞        | 2019年4月27日  | スターダストプロモーション                          |
| 祝東京初ワンマン単独                                                      | 2020年2月29日  | スターダストプロモーション                          |
| 1stアルバム『東北インバウンド』＋映像 ＜いぎなり東北大大忘年会＞          | 2020年4月12日  | スターダストプロモーション                          |
| 祝配信ワンマン単独                                                        | 2020年10月2日  | スターダストプロモーション                          |
| 東北インバウンドツアー CLUB CITTA'                                        | 2020年12月20日 | スターダストプロモーション                          |
| 2ndアルバム『東京インベーダー』（豪華限定盤） ＜いぎなり県民2days＞       | 2021年6月6日   | スターダストプロモーション                          |
| 1stミニアルバム『武道館リハ』（豪華盤） ＜TOKYO INVADER＞                 | 2022年3月5日   | スターダストプロモーション                          |
| 2ndミニアルバム『いぎなりメジャーデビュー』（豪華盤） ＜TOKYO INVADER Ⅱ＞ | 2022年11月11日 | スターダストプロモーション                          |
| 東京行かないツアー〜外堀を埋めろ！〜 ファイナル公演 KT Zepp Yokohama      | 2023年1月14日  | スターダストプロモーション                          |
| 3rdアルバム『THE 東北産』（豪華盤） ＜全国絶対に負けないツアー＞          | 2023年8月9日   | スターダストプロモーション                          |
| 3rdミニアルバム『東北産万博』（豪華盤） ＜2023年大一番ライブ＞            | 2024年4月6日   | スターダストプロモーション                          |
| 2024春ツアー「TOHOKU-SAN EXPO」東京公演                                   | 2024年9月29日  | スターダストプロモーション                          |
| REVENGE LIVE                                                              | 2025年4月25日  | スターダストプロモーション （特典ミニアルバム付属） |
| 七転八倒それで九。                                                        | 2025年9月      | スターダストプロモーション （受注生産）             |
| シングル『らゔ♡戦セーション』（初回生産限定盤） ＜いぎなり野音LIVE ’25＞  | 2025年10月8日  | avex trax                                           |

| タイトル | リリース日    | 発売元                       |
| --- | ------------- | ---------------------------- |
| 俺の藤井 2016 in さいたまスーパーアリーナ 〜Tynamite!!〜第1回 ワンデイワールドリーグ戦 ＆ やっぱりライブ！スタフェス〜2016〜 | 2016年5月25日 | スターダストレコーズ         |
| 夏S 2018 ももクロトリビュート 〜みんなで10周年をお祝いしちゃうぞ!〜 Complete Box                                             | 2018年3月27日 | スペースシャワーネットワーク |
| スタプラアイドルフェスティバル2023                                                                                           | 2023年7月26日 | スターダストプラネット       |

### ミュージック・ビデオ
| タイトル                 | 公開日         | 収録作品・備考                               |
| ------------------------ | -------------- | -------------------------------------------- |
| BUBBLE POPPIN            | 2019年8月9日   | シングル『No Make』収録                      |
| 伊達サンバ               | 2020年4月12日  | アルバム『東北インバウンド』収録             |
| re;star                  | 2020年10月16日 | シングル『re;star』表題曲                    |
| うぢらとおめだづ         | 2021年5月19日  | アルバム『東京インベーダー』収録             |
| I decided                | 2021年12月1日  | ミニアルバム『武道館リハ』収録               |
| シャチョサン             | 2022年3月5日   | ミニアルバム『武道館リハ』収録               |
| メタハンマー             | 2022年8月17日  | ミニアルバム『いぎなりメジャーデビュー』収録 |
| わざとあざとエキスパート | 2023年3月3日   | ミニアルバム『THE 東北産』収録               |
| 負けないうた             | 2023年4月7日   | ミニアルバム『THE 東北産』収録               |
| 沼れ！マイラバー         | 2024年2月14日  | アルバム『東北産万博』収録                   |
| チョコスプレー♡          | 2024年12月6日  | 『REVENGE LIVE』特典ミニアルバム収録         |